# Organiste de brousse
Euphonia affinis
Espèce
Statut de conservation UICN

 LC  : Préoccupation mineure
L'Organiste de brousse (Euphonia affinis) ou Euphone des buissons, est une espèce de passereaux de la famille des Fringillidae.

## Description

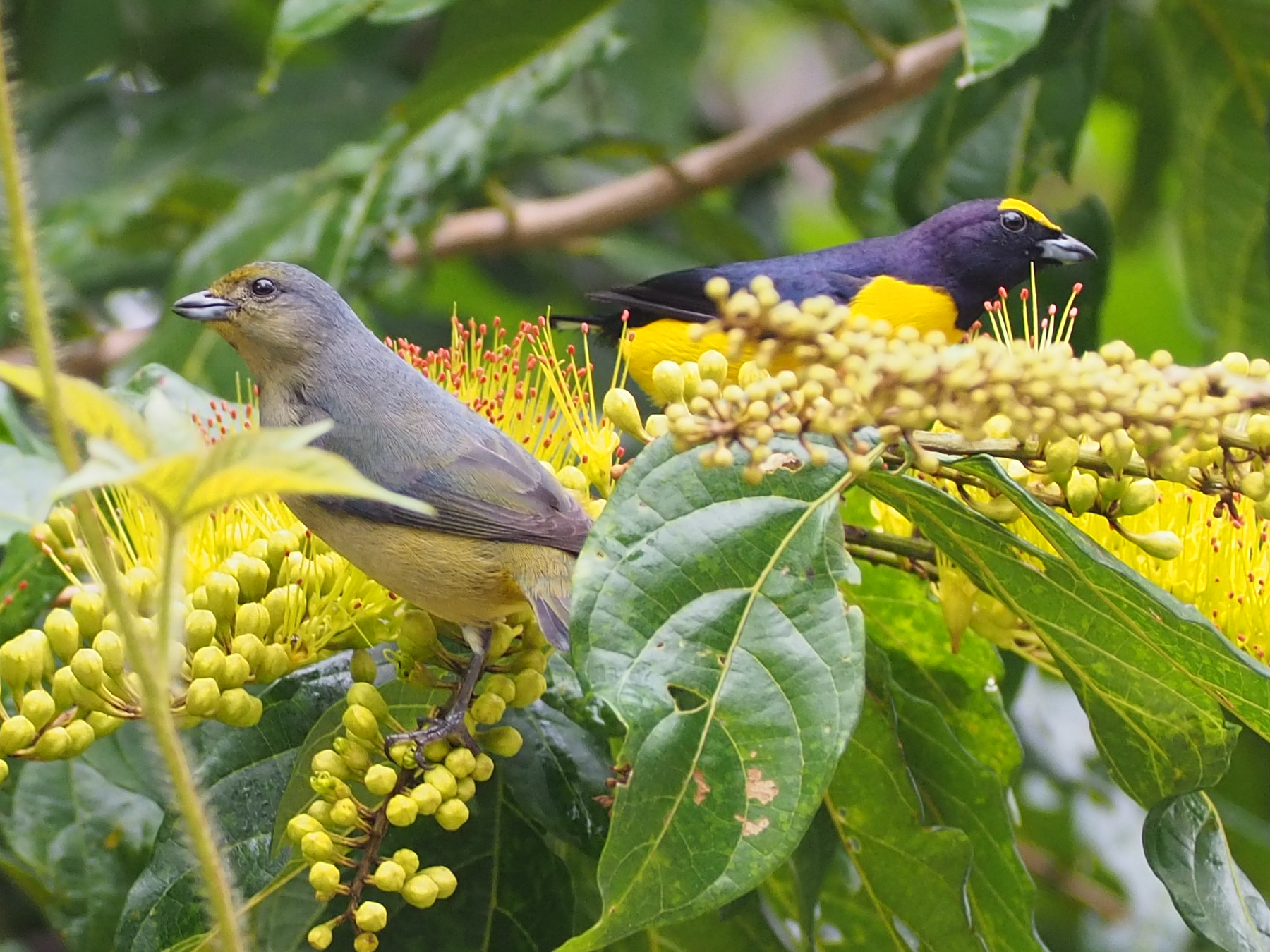
mâle et femelle au Bélize

Les mâles ont le ventre, la poitrine et le front jaune, alors que le reste de leur plumage est bleu/ noir. Les femelles ont le même plumage que les mâles, sauf que le bleu est remplacé par du verdâtre et le jaune est beaucoup plus pâle. La femelle ressemble aux femelles manakins, tandis que le mâle rappelle Euphonia minuta.

## Répartition et Habitat
Cet oiseau se répartit à travers le sud/est du Mexique et l'Amérique centrale.
Cet oiseau peuple aussi bien les forêts et les lisières forestières, que les jardins et les terrains agricoles. On ne le trouve pas au-dessus de 1 000 mètres d'altitude.

## Alimentation
Cette espèce consomme surtout des baies (gui, figues...)

## Sous-espèces
Selon la classification de référence du Congrès ornithologique international (14.2, 2024) cet oiseau est réparti en 2 sous-espèces :
- Euphonia affinis olmecorum Dickerman, 1981 — est du Mexique ;
- Euphonia affinis affinis (Lesson, 1842) — du sud du Mexique au Costa Rica.